# Spathius asander
Spathius asander är en stekelart som beskrevs av Nixon 1943. Spathius asander ingår i släktet Spathius och familjen bracksteklar. Inga underarter finns listade i Catalogue of Life.